# Новый (Тахтамукайский район)
Новый (адыг. ГъэпсыгъакI) — посёлок в Тахтамукайском муниципальном районе Республики Адыгея России. Входит в состав Яблоновского городского поселения.

## География
Посёлок расположен на левом берегу Кубани, выше по течению от Яблоновского. С Краснодаром посёлок связан паромной переправой.

## Население
| 2002  | 2010  | 2013  | 2014  | 2015  | 2016  | 2017  |
| ----- | ----- | ----- | ----- | ----- | ----- | ----- |
| 1250  | ↗1895 | ↗1917 | ↗1952 | ↗2003 | ↗2046 | ↗2154 |
| 2018  | 2019  | 2020  | 2021  | 2023  | 2024  |       |
| ↗2173 | ↗2214 | ↗2260 | ↗2385 | ↗2451 | ↘2446 |       |

По данным Всероссийской переписи 2021 года:
| Народ               | Численность, чел. | Доля от всего населения, % |
| ------------------- | ----------------- | -------------------------- |
| русские             | 2 114             | 88,63 %                    |
| адыги               | 66                | 2,76 %                     |
| армяне              | 52                | 2,18 %                     |
| другие / не указано | 153               | 6,41 %                     |
| всего               | 2 385             | 100,0 %                    |

## Улицы
| - Васильковая, - Виноградная, - Вишнёвая, - Кубанская, - Ленина, - Мира, - Лесная, - Набережная, - Набережный 1-й проезд, - Набережный 2-й проезд, - Набережный 3-й проезд, - Октябрьская, - Ореховая, | - Пролетарская, - Строителей, - Строителей 1-й проезд, - Строителей 2-й проезд, - Строителей 3-й проезд, - Малиновая, - Клубничная, - Хакурате, - Школьная, - Шоссейная. - Абрикосовая - Малиновая |